# Bihåla
Bihålorna är hålrum i skallbenet: 

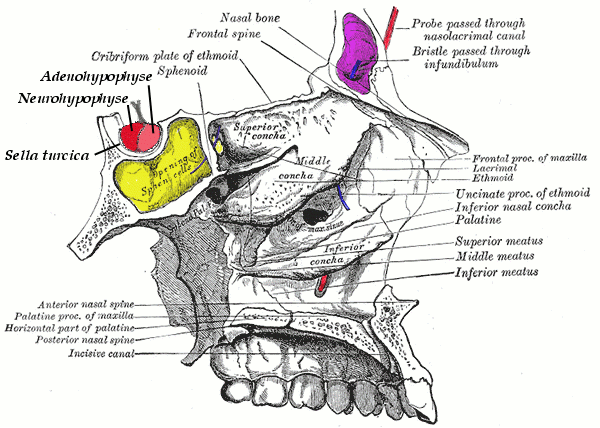
Människans bihålor

- sinus maxillaris, som ligger i överkäken på båda sidor om näsan;
- sinus frontalis, som ligger i pannbenet ovanför ögonbrynen;
- sinus sphenoidalis, som ligger i kilbenet i skallbasen, och
- celluae ethmoidales,

Det finns även flera små bihålor i silbenet på båda sidor om näsan. De mynnar alla på olika platser i näshålan.
Det finns olika teorier om varför vi har bihålor. En är att de finns till för att göra huvudet lättare, en annan säger att de är till för att skapa resonans när vi talar och på så sätt förstärka rösten.
Om det kommer vätska i bihålorna, som ibland vid en förkylning, kan det uppstå en smärtsam bihåleinflammation.